# 韓国陸軍訓練所食糞事件
韓国陸軍訓練所食糞事件（かんこくりくぐんくんれんじょしょくふんじけん）は、2005年1月10日に韓国忠清南道論山市の陸軍新兵訓練所にて発生した新兵虐待事件。

## 経緯
2005年1月10日に便所の水を流さない新兵に対する制裁として、陸軍新兵訓練所の教官であるA大尉が新兵192名に人糞を指に付けて食べることを強制した。事件発生10日後に被害者の新兵が外部宛の告発手紙を送ったことにより事件が発覚。1月21日に国防部は謝罪し、加害者のA大尉を軍法違反により逮捕。陸軍本部は所長以下の訓練所幹部の処分を発表し、事件を防げなかった派遣憲兵隊の総入れ替えを実施した。

## 関連事件
- 漣川軍部隊銃乱射事件 - 2005年に韓国陸軍にて発生した銃乱射事件。死者8名。
- 江華島海兵隊銃乱射事件 - 2011年に韓国海兵隊にて発生した銃乱射事件。死者4名。
- 洪川韓国兵士脳腫瘍死亡事件 - 2013年に韓国陸軍にて兵役中の兵士の脳腫瘍の発見が遅れたことによる死亡事件。死者1名。
- 漣川後任兵暴行致死事件 - 2014年に陸軍第28師団にて発生したいじめ暴行殺人事件。死者1名。
- 江原道高城郡兵長銃乱射事件 - 2014年に陸軍第22師団にて発生した銃乱射事件。死者5名。
- 韓国海軍姜邯賛艦一等兵自殺事件 - 2021年に韓国海軍艦にて兵役中の兵士が集団いじめ・暴行・暴言を苦に自宅にて自殺した事件。死者1名。